# Cuxac-Cabardès
Cuxac-Cabardès  ist eine französische Gemeinde mit 953 Einwohnern (Stand 1. Januar 2022) im Département Aude in der Region Okzitanien. Sie gehört zum Arrondissement Carcassonne und zum Kanton La Malepère à la Montagne Noire.

## Lage
Das Gemeindegebiet wird vom Fluss Dure durchquert, der zur Rougeanne entwässert. Südlich davon entspringt der Rieu Sec und verläuft zum Orbiel.
Nachbargemeinden von Cuxac-Cabardès sind Caudebronde im Nordosten, Villardonnel im Südosten, Brousses-et-Villaret im Südwesten und Lacombe im Nordwesten.

## Bevölkerungsentwicklung
| Jahr      | 1962 | 1968 | 1975 | 1982 | 1990 | 1999 | 2013 |
| Einwohner | 674  | 669  | 689  | 695  | 724  | 854  | 908  |

## Sehenswürdigkeiten
- befestigte Kirche Sainte-Cécile, Monument historique

## Persönlichkeiten
- Raymond Courrière (1932–2006), Politiker